# Sphaenognathus armatus
Sphaenognathus armatus es una especie de coleóptero de la familia Lucanidae.

## Distribución geográfica
Habita en Colombia.